# Patricia Goldman-Rakic
Patricia Goldman-Rakic (22 de abril de 1937 - 31 de julho de 2003) foi uma neurocientista norte-americana reconhecida por seu estudo pioneiro do funcionamento do lobo frontal e da memória de trabalho. Antes de seus estudos o funcionamento de atividades cognitivas superiores era considerado inacessível para uma análise metodológica rigorosa.

## Descobertas
Goldman-Rakic foi pioneira ao descobrir e descrever os circuitos do córtex pré-frontal e sua relação com a memória de trabalho. Antes de Goldman-Rakic, os cientistas pensavam que as funções cognitivas superiores do córtex pré-frontal estavam além do escopo do estudo científico. A pesquisa de Goldman-Rakic mostrou que os métodos empregados para estudar os córtices sensoriais poderiam ser adaptados às áreas corticais pré-frontais de maior ordem, revelando a base do circuito para uma função cognitiva superior.
Foi pioneira nos estudos sobre as influências da dopamina na função do córtex pré-frontal, pesquisa que é essencial para a nossa compreensão da esquizofrenia, TDAH, vícios e doença de Parkinson. Em Oxford foi uma das fundadoras da revista científica "Cerebral Cortex Journal".

## Educação e carreira
Nascida em Salem, Massachusetts, Goldman-Rakic obteve seu diploma de bacharel em neurobiologia na Vassar College em 1959 e seu doutorado na Universidade da Califórnia em Los Angeles em Psicologia do desenvolvimento em 1963. Fez pós-doutorado na Universidade da Califórnia e na Universidade de Nova York, trabalhou no Instituto Nacional de Saúde Mental em neuropsicologia e como chefe do departamento de  neurobiologia do desenvolvimento. Se mudou para a Yale School of Medicine em 1979, onde permaneceu até sua morte. Era professora de neurociência no departamento de psiquiatria, neurologia e psicologia.
No início de sua carreira, Goldman-Rakic estudou a capacidade do cérebro para reparar-se e foi um dos primeiros a usar marcadores radioativos para examinar este fenômeno. Publicou mais de cem artigos de alta qualidade (peer-reviewed) nas áreas de neurologia, psiquiatria, farmacologia, psicologia e biologia. 
Dr Herbert Pardes, presidente do Hospital presbiteriano de Nova York e ex-reitor da faculdade de medicina na Universidade de Columbia declarou que "Pat Goldman-Rakic foi uma das mais formidáveis neurocientistas. Ela uniu questões importantes do comportamento e clínica psiquiátrica às ciências básicas. Ela foi verdadeiramente uma pioneira e líder do nosso tempo"
Paul Greengard, seu colega neurocientista e prêmio Nobel de medicina, declarou que "Patricia Goldman-Rakic elevou a qualidade da pesquisa multidisciplinar do cérebro a um novo nível. Utilizando técnicas bioquímicas, eletrofisiológicas, farmacológicas, anatômicas e comportamentais para elucidar muito do que sabemos sobre a memória, o comportamento e as ações dos antipsicóticos."

## Vida pessoal
Goldman-Rakic tinha uma irmã gêmea Ruth Rappaport e uma irmã mais nova, Linda Shoer, ambas com doutorado em ciências. Goldman-Rakic se casou em 1979 com Pasko Rakic, também neurocientista, formado em Havard, com quem trabalhou em equipe constantemente por três décadas.

## Morte
Em 29 de julho de 2003, Goldman-Rakic foi atropelada por um carro enquanto atravessava uma rua em Hamden, Connecticut. Morreu dois dias depois, em 31 de julho no Yale-New Haven Hospital. Goldman-Rakic tinha 66 anos. Diversos de seus colegas cientistas lamentaram publicamente a perda.